# رؤیای سبز (مجموعه تلویزیونی)
آن در گرین گیبلز (انگلیسی: Anne of Green Gables) که در ایران با نام رؤیای سبز شناخته می‌شود، مینی سریال تلویزیونی ۲ قسمتی پر مخاطب کانادایی است که در سال ۱۹۸۵ بر پایه رمان آن در گرین گیبلز نوشته لوسی ماد مونتگومری ساخته و از شبکهٔ سی‌بی‌سی پخش شده‌است. این مجموعه اولین قسمت از چهارگانه آن در گرین گیبلز است. این مجموعه نیز مانند قصه‌های جزیره و امیلی در نیومون بر پایه داستانی از لوسی ماد مونتگومری و تهیه‌کنندگی کوین سالیوان ساخته شده‌است.

## داستان
آن شرلی یک دختر دوازه ساله یتیم است که در سه ماهگی پدر و مادرش را از دست داده‌است. او با خانواده هاموند زندگی می‌کند با این حال وقتی که آقای هاموند می‌میرد او به یتیم‌خانه فرستاده می‌شود در آنجا به او می‌گویند که توسط خانواده‌ای در جزیره پرنس ادوارد به فرزند خواندگی پذیرفته شده‌است. آنه در بدو ورود به اونلی در ایستگاه قطار با متیو کاتبرت روبرو می‌شود که از دیدن آنه در آنجا تعجب کرده‌است. متیو و خواهرش ماریلا منتظر یک پسر بچه بودند اما یتیم‌خانه به اشتباه برای آن‌ها یک دختر فرستاده بود…

## بازیگران
| بازیگر           | نقش                             |
| ---------------- | ------------------------------- |
| مگان فالووز      | آن شرلی                         |
| کالین دوهرست     | ماریلا کاتبرت                   |
| ریچارد فارنزورث  | متیو کاتبرت                     |
| اسکایلر گرانت    | دایانا بری                      |
| پاتریشیا همیلتون | راشل لیند                       |
| جاناتان کرامبی   | گیلبرت بلایت                    |
| مریلین لایتستون  | موریل اِستِیسی                    |
| شارمین کینگ      | عمه ژوزِفین بَری                  |
| رابرت کالینز     | آقای بَری                        |
| رزماری ردکلیف    | خانم بَری                        |
| جنیفر اینچ       | روبی گلیس                       |
| میراندا دی پنسیر | جوزی پای                        |
| تریش نتلتون      | جِین اَندروز                      |
| نانسی بیتی       | اِسی                             |
| جکی باروز        | امیلیا ایوانز                   |
| مگ رافمن         | آلیس لاوسون                     |
| پل براون         | آقای فیلیپس (معلم)              |
| مورگان چپمن      | مینی مِی بَری (خواهر کوچک دایانا) |
| وندی لیون        | پِرسی اندروز (برادر جین اندروز)  |
| جین ایستوود      | خانم هاموند                     |
| کریستین کروگر    | خانم آلن                        |
| سدریک اسمیت      | آقای آلن (کشیش)                 |
| زک وارد          | مودی مک فرسون                   |
| شان مک کان       | دکتر آوریلی                     |
| یواخیم هانسن     | جان سدلر                        |
| دیوید هاگز       | تامس لیند (شوهر راشل)           |

## چهارگانه آن در گرین گیبلز
1. آن در گرین گیبلز، ۱۹۸۵
2. آن در گرین گیبلز: دنباله، ۱۹۸۷
3. آن در گرین گیبلز: ادامه داستان، ۲۰۰۰
4. آن در گرین گیبلز: یک شروع تازه، ۲۰۰۸

## بازیگران اصلی چهارگانه
| بازیگر           | نقش           | حضور  |
| ---------------- | ------------- | ----- |
| مگان فالووز      | آن شرلی       | ۱–۳   |
| جاناتان کرامبی   | گیلبرت بلایت  | ۱–۳   |
| اسکایلر گرانت    | دایانا بری    | ۱–۳   |
| پاتریشیا همیلتون | راشل لیند     | ۱–۳   |
| کالین دوهرست     | ماریلا کاتبرت | ۱ و ۲ |
| ریچارد فارنزورث  | متیو کاتبرت   | ۱     |
| مریلین لایتستون  | موریل استیسی  | ۱ و ۲ |
| شارمین کینگ      | عمه ژوزفین    | ۱ و ۲ |
| رزماری دانسمور   | کاترین بروک   | ۲     |
| میراندا دی پنسیر | جوزی پای      | ۱–۳   |
| زاک وارد         | مودی مک فرسون | ۱ و ۲ |